# Perífrasi verbal
Les perífrasis verbals són estructures formades per un verb auxiliar (conjugat), una partícula d'enllaç (optativa) i un verb en forma verbal impersonal (infinitiu, gerundi o participi de passat). El conjunt té un significat unitari que va més enllà del significat de cada component i que s'ha d'analitzar com un tot; per aquest esguard, els components d'una perífrasi verbal actuen solidàriament. Les perífrasis verbals permeten matisar l'acció més enllà dels temps (present, passat i futur) i dels modes (indicatiu, subjuntiu), que s'expressen per mitjà de la conjugació verbal, és a dir, a través de morfemes que s'afegeixen al final de l'arrel verbal. Es considera que les perífrasis verbals matisen l'aspecte verbal (perífrasis aspectuals) o el mode (perífrasis modals).

## Formació de la perífrasi verbal
El verb auxiliar sol ser un verb lleuger, com els copulatius (ser, estar), el verb comodí o proverb (fer), els verbs bàsics de moviment (anar, venir o vindre) i algun altre que, pel seu significat, ajuden a matisar l'acció (arribar, acabar, continuar, començar, tornar, deure, soler, poder, etc.). Generalment es considera que els verbs auxiliars perden el seu significat (dessemantització o gramaticalització), encara que a vegades només hi ha una lleu pèrdua de significat.
La partícula de lligam o nexe, que és optativa, sol ser a o de, i sol aparèixer abans d'un infinitiu, però també hi ha perífrasis verbals amb participi de passat que tenen una partícula, com [donar + per + participi de passat].
La forma verbal impersonal (o infinita, o no finita), dita també verboide, aporta el significat del verb.
Tradicionalment s'ha considerat que la construcció [haver + participi] no és una perífrasi, sinó una eina per a expressar temps perfets. Igualment, la construcció [va + infinitiu], que permet expressar el passat, tampoc s'ha considerat perífrasi verbal. Tanmateix, una visió històrica revela que són perífrasis verbals com ho són [estar + gerundi] o [acabar + de + infinitiu], per posar dos exemples considerats per tothom perífrasis verbals. També la veu passiva [ser + participi] s'ha de considerar una perífrasi verbal.
En principi, una perífrasi verbal no pot canviar el verboide per cap altra paraula o construcció. Així, el verb poder en català tan sols va seguit d'infinitiu:
- Pots donar-me això?
- Pots que donis això? (frase impossible)

En canvi, quan un verb va seguit d'infinitiu i pot anar seguit d'una altra construcció, no hauria de considerar-se perífrasi verbal:
- En Joan proposa fer una calçotada. (o: En Joan proposa de fer una calçotada.)
- En Joan proposa que fem una calçotada.

Tanmateix, els verbs voler i caldre, potser pel seu significat aspectual, s'han considerat tradicionalment auxiliars, malgrat que poden dur altres estructures:
- Vull anar-hi.
- Vull que hi vagis.
- Vull això.
- Cal anar-hi.
- Cal que hi anem.

(Però en una frase com Sembla que vol ploure 'el celatge es manifesta com si hagués de ploure' el verb voler és clarament auxiliar.)

## Llista de construccions perifràstiques
Heus ací una llista de construccions perifràstiques en català amb exemples:
```
[abellir + infinitiu]		= [venir de gust/agradar + infinitiu]
[acabar + de + infinitiu]	Acabava de penjar quan has trucat
[no + acabar + de + infinitiu]	No acabo d'entendre't (castellanisme)
[acabar + gerundi]		Acabaran fent el ruc, com sempre (castellanisme)
[acabar + participi]		Ha acabat fet un nyap
[acabar + per + infinitiu]	Va acabar per acceptar que no tenia raó
[acabar + gerundi]	 Va acabar acceptant que no tenia raó (castellanisme)
[acostumar + a/de/- + infinitiu]	Acostumen a/de/- dinar tard
[acostumar-se + a + infinitiu]	No m'acostumaré mai a dur corbata
[anar + a/per (a) + infinitiu]	Anava a/per trucar-te quan has vingut (castellanisme)
[anar + gerundi]		Anem fent, tal com ens vas dir / Això va essent habitual
[anar + participi]		Anava fet un nyap / Aquest fet va condicionat per un altre element
[aplegar + a + infinitiu]	= [arribar + a + infinitiu]
[arrancar/arrencar + a + infinitiu]	La criatura arrencà a plorar
[arribar + a + infinitiu]	Arribà a acusar-nos de traïdors
[assajar + de + infinitiu]	= [provar + (a/de) + infinitiu]
[atrevir-se + a + infinitiu]	= [gosar + (a) + infinitiu]
[avenir-se + a + infinitiu]	Si no s'avé a pactar, anirem als tribunals
[aventurar-se + a + infinitiu]	Macià es va aventurar a proclamar la independència
[avesar-se + a + infinitiu]	= [acostumar-se + a + infinitiu]
[caldre + infinitiu]		Cal fer una nova paret
[caure + a + infinitiu]	 De moment no he caigut a trucar la policia
[cercar + de + infinitiu]	= [mirar + de + infinitiu]
[cessar + de + infinitiu]	= [deixar + de + infinitiu]
[començar + a/de + infinitiu]	Començo a/de treballar a les 8
[començar + per + infinitiu]	Comença per moderar el vocabulari
[començar + gerundi]	 Comença moderant el vocabulari (castellanisme)
[comptar + (a/de) + infinitiu]	Compta (de) posar-t'hi aviat (amb A no és tan usual)
[consagrar-se + a + infinitiu] = [dedicar-se + a + infinitiu]
[continuar + a/de + infinitiu]	Continuo a/de pensar que no tens raó
[continuar + gerundi]		Continuo pensant que no tens raó (castellanisme)
[dedicar-se + a + infinitiu]	La nena petita ara es dedica a obrir i tancar portes
[cuidar + (a) + infinitiu]	Va cuidar (a) caure, i de poc que no es romp el cap 
[decidir + (de) + infinitiu]	Va decidir anar-se'n
[decidir-se + a/per + infinitiu] Es va decidir a/per partir
[deixar + a + infinitiu]	He deixat a deure l'esmorzar
[deixar + de + infinitiu]	Deixa de plorar i anem-nos-en
[deixar + infinitiu]		Deixa’l fer, que ja és prou gran
[deixar + participi]		Ho deixaren fet una cort de porcs
[deure + infinitiu]		Deus creure tos pares!
[deure + infinitiu]		Deu ser ell, qui truca: aneu-ho a comprovar
[dir + de + infinitiu]		Va dir d'anar a Montserrat
[donar + per + participi]	Dono per fet que vindrà 
[dur + a + infinitiu]		= [portar + a + infinitiu]
[dur + participi]		= [portar + participi] (castellanisme)
[engegar + a + infinitiu]	= [començar + a + infinitiu]
[entrar + a + infinitiu]	No entrem a valorar la seva proposta
[entretenir-se + a + infinitiu]	Es va entretenir a separar el gra de la palla (castellanisme)
[esperar + infinitiu]		Espero arribar a l'hora
[estar + de + infinitiu]	Estava d'anar-me’n a ca meva, però al final vaig restar aquí (usual a les Balears)
[estar + gerundi]		S'està dutxant (castellanisme)
[estar + participi]		El llit està fet
[estar + per (a) + infinitiu]	El tren està per arribar / Estic per denunciar-ho!
[estar-se + de + infinitiu]	No es pot estar d'anar-hi
[no estar-se + a + infinitiu]	No m'estic a mirar la forma dels documents, sinó el fons
[estimar-se més + (de) + infinitiu] = [preferir + (de) + infinitiu]
[fer + infinitiu]		Ha fet posar la taula en aquell racó
[fer + de + infinitiu] = [mirar + de + infinitiu]
[fer + de/per (a) + infinitiu]	Fes per veure l'alcalde i explica-li-ho
[ficar-se + a + infinitiu]	= [posar-se + a + infinitiu] (dialectal)
[forçar + a + infinitiu]	El forçaran a dimitir
[gosar + (a) + infinitiu]	Com goses (a) dir això?
[guardar-se + de + infinitiu]	Te’n guardaràs, d'acusar-los sense proves!
[haver + de + infinitiu]	Haig d'acabar aquest treball per a demà 
[haver + participi]		He vist moltes atrocitats
[haver-hi + a/per (a) + infinitiu] Hi ha molta feina a/per fer
[maldar + per (a) + infinitiu]	Maldava per aconseguir aquell cotxe
[mirar + de + infinitiu]	Mira d'arribar prompte
[moure + a + infinitiu] 	Què l'ha mogut a fer això?
[negar-se + a + infinitiu]	No us podeu negar a anar-hi (castellanisme)
[obligar + a + infinitiu]	= [forçar + a + infinitiu]
[parar + de + infinitiu]	= [deixar + de + infinitiu]
[parèixer + infinitiu]		= [semblar + infinitiu]
[passar + a + infinitiu]	Tot seguit passarem a prendre cura de la ferida
[passar + per + infinitiu]	Aconseguir la llibertat passa per democratitzar el país
[pegar + per (a) + infinitiu]	Li va pegar per (a) posar-se a cantar (castellanisme)
[pensar + (de) + infinitiu]	Pensava d'anar al bar a esmorzar, vols vindre? 
[pensar + a/de + infinitiu]	Pensa de/a dir-li que vingui!
[poder + infinitiu]		No pot aixecar tant de pes. / Puc anar-me'n?
[portar + a + infinitiu]	Això em porta a pensar que potser anem errats
[portar + gerundi]		Portem tres hores jugant-hi (castellanisme)
[portar + participi]		Porta tot el dia tancat aquí dins (castellanisme)
[posar-se + a + infinitiu]	Es va posar a ploure just abans d'anar-se'n
[pretendre + (de) + infinitiu]	No pretenc arribar a tot arreu
[preferir + (de) + infinitiu]	Va preferir dir-li-ho
[procurar + (de) + infinitiu]	= [mirar + de + infinitiu]
[provar + de + infinitiu]	No provis d'aturar-los
[quedar + participi]		Ha quedat esclafat (castellanisme)
[quedar + per (a) + infinitiu]	Això queda per fer (castellanisme)
[(no +) reeixir + a + infinitiu] (No) reïxo a entendre't
[refusar + de + infinitiu] Refusa d'admetre que tens raó
[resistir-se + a + infinitiu]	Es resisitia a admetre-ho
[restar + participi]		= [quedar + participi]
[restar + per (a) + infinitiu]	= [quedar + per (a) + infinitiu]
[rompre + a + infinitiu]	= [posar-se + per + infinitiu]
[saber + infinitiu]		Sols sap cantar cançons tradicionals
[saber-se + participi]		Se sap deslegitimat ‘es percep a si mateix’
[seguir + infinitiu]		= [continuar + a/de + infinitiu] (castellanisme)
[semblar + infinitiu]		Sembla venir vermell…
[sentir-se + participi]	 Se sent capacitat per a dir-ho / Se sent obligat a/de dir-ho
[ser + a + infinitiu]		Si ara fossis a fer, què faries?
[ser + de/a + infinitiu]	Això era/a de preveure 
[ser + de + infinitiu]		En ser de fer faena, no el cerques 
[ser + participi]		El pont fou fet el 1881 pels anglesos
[ser + participi]		Som arribats a Cotlliure (a Mallorca, Menorca, l'Alguer i la Catalunya Nord, en verbs de moviment o en verbs reflexius amb 
ser
, equival a 
haver
)
[soler + (a) + infinitiu]	Sol (a) sortir a passejar cada divendres
[tendir + a + infinitiu]	Els interessos tendeixen a pujar
[tenir + a/per (a) + infinitiu]	Tinc feina a/per fer (~ [haver-hi + a/per + infinitiu]) 
[tenir + de + infinitiu]	= [haver + de + infinitiu]
[tenir + gerundi]		Tinc el Joan classificant tot el material
[tenir + participi]		Ja tens els deures fets? (~ [haver + participi])
[tornar + (a) + infinitiu]	Tornarem a començar / Tornarem començar (a les Illes es diu sense 
a
)
[tractar + de + infinitiu]	= [mirar + de + infinitiu]
[tractar-se + de + infinitiu]	Es tracta de captar nous clients
[va + infinitiu]		Va cometre un disbarat
[valer + a + infinitiu]	 Val, a fer això?
[venir + a + infinitiu]	 Aquell discurs venia a ser el seu testament polític (castellanisme?)
[venir + (de) + infinitiu]	Ara li ve de passar, al gos!
[venir + de + infinitiu]	Això que vens de dir és terrible! (francesisme)
[venir + gerundi]		Això ve sent habitual (castellanisme)
[venir + participi]		Aquest fet ve condicionat per un altre element (castellanisme)
[veure + de + infinitiu]	Veges de no caure! 
[veure + participi]		Ho veig tot pactat abans d'hora 
[veure(’s) + (a) + infinitiu]	Ja (m’)ho veig (a) venir!
[veure's + a + infinitiu]	Avui em veig a haver de rectificar una cosa que vaig dir ahir
[veure's + gerundi]		Ja et veus renyant-lo, oi? 
[voler + infinitiu]		Els ametllers volen florir (amb valor de futur immediat)
```